# Huayna Capac
Huyana Capac (quechua: Wayna Qhapaq, født formentligt i 1468 i Tumebamba i det nuværende Cuenca i Ecuador - 1527 i det nuværende Colombia) var den 11. Sapa Inka som regerede inkariget og den 6. kejser af Hanan-dynastiet. Han efterfulgte Tupak Yupanqui.
Han var gift med søsteren Coya Cusirimay. Parret fik ingen drengebørn, men Huyana Capac fik adskillige drengebørn med andre kvinder. Han fik samlet 50 børn.
Under Huayna Capac ekspanderede Inkariget sydover ind i nutidens Bolivia, Chile og Argentina. Han erobrede også området Quito i det nuværende Ecuador. Inkariget nåede sit klimaks under Huyana Capac. 
Huyana Capac opholdt sig en stor del af sin regeringsperiode i Quito, hvilket skabte utilfredshed i Inkarigets hovedstad Cusco, hvor flere var bekymrede for, at han ville favorisere sin søn Atahualpa i arvefølgen efter inkaen. 
De de spanske conquistadors ankom til Sydamerika bragte de mange sygdomme med sig, der ramte store dele af den oprindelige befolkning. Huyana Capac blev også smittet med sygdom og døde i 1527. Dødsårsagen tilskrives oftest kopper, men dette er ikke endeligt fastslået
Inden sin død opdelte Huayna Capac imperiet, og overlod de nyligt erobrede områder i nord til yndlingssønnen Atahualpa og de øvrige områder til den formelle arving Huáscar. Da Huayna Capac døde, i 1525 eller 1527, overtog de to sønner kontrollen med hver deres tildelte del af imperiet. Kort efter udbrød borgerkrig i Inkariget mellem sønnerne Huáscar og  Atahualpa.

## Eksterne links
- Wikimedia Commons har flere filer relateret til Huayna Capac

| Biografi | Spire Denne biografi er en spire som bør udbygges. Du er velkommen til at hjælpe Wikipedia ved at udvide den. |